# Chimalli del Museo Nacional de Historia
El chimalli del Museo Nacional de Historia de México es un arma defensiva producido por los guerreros mexicas. Debido a que muy pocos objetos de este tipo se han conservado, es un objeto excepcional que ha permanecido guardado en condiciones controladas por varios años, en las colecciones de dicho recinto. 
En su estado original tenía un mosaico de plumas sobre una cama de algodón, además de aplicaciones de hoja de oro, plumas anudadas, una cortina de tiras y borlas de plumas en una base de carrizos entretejidos por fibras vegetales. El chimalli tiene una iconografía representada con cuatro lunas invertidas, una en la parte superior y tres en la parte inferior, pluma anudada en la parte media, y un cinturón curvo en mosaico de pluma.
Tras la Caída de México-Tenochtitlan, se cree que la pieza fue llevada a Europa como una muestra de los tesoros saqueados que había en el Nuevo Mundo. El chimalli llegó a Bruselas en 1529 y permaneció en el Palacio de Armas hasta 1796, cuando fue trasladado a Viena. En 1865, Maximiliano mandó a traer dicho escudo para incluirlo en las colecciones del Antiguo Museo Nacional, por lo que en enero de 1866 retornó a México junto a la Tira de la peregrinación o Códice Boturini y otros códices. 
En la exposición temporal “Chimalli. Tesoro de Moctezuma en Chapultepec” se mostró al público información adicional sobre esta particular pieza en la que biólogos del Instituto Nacional de Antropología de Historia y del Instituto Politécnico Nacional identificaron tres tipos de animales: ocelote para la decoración del campo, posiblemente venado para el borde y conejo como base de las medias lunas; este último fue teñido con grana cochinilla. Sobre la piel de conejo se hubieron de emplazar láminas de oro, posiblemente repujado, de las que no se sabe en qué momento histórico se retiraron, pero cuya presencia junto con la piel de felino hace suponer que se trata de una pieza única que pudo haber estado en los almacenes de la Casa Imperial de Moctezuma.
Las plumas se estudiaron en colaboración con el Instituto de Biología de la Universidad Nacional Autónoma de México  quienes plantearon la posibilidad de que las plumas azules fueran del Azulejo o charador turquesa (Cotinga amabilis); las verdes de varios loros y quetzal, las beige corresponden a pato y las negras y grises no se pudieron identificar. Las plumas atadas en el borde y los colgantes son de tonos amarillo-verdosos, posiblemente correspondían a una especie del género Vermívora.